# Pociągi pancerne alianckich wojsk interwencyjnych Frontu Północnego
Pociągi pancerne alianckich wojsk interwencyjnych Frontu Północnego – pociągi pancerne wykorzystywane przez wojska interwencyjne na Froncie Północnym w trakcie wojny domowej 1917–1922 w Rosji.
Pierwszym alianckim pociągiem pancernym na północy Rosji był pociąg wprowadzony w kwietniu 1918 przez Francuzów. W skład jego załogi weszli artylerzyści służący wcześniej we francuskiej misji wojskowej w Rumunii. Pociąg miał wspierać natarcie oddziałów alianckich i „białych” w celu opanowania linii kolejowej Murmańsk-Piotrogród. W wyniku tego ataku zostało 2 lipca 1918 zajęte miasto Kiem.
Prawdopodobnie w połowie 1918 w Archangielsku powstał brytyjski improwizowany pociąg pancerny „Miles”. Był on uzbrojony w 2 działa morskie i haubicę oraz pewną liczbę karabinów maszynowych. Pod koniec sierpnia tego roku prowadził rozpoznanie linii kolejowej prowadzącej do Wołogdy. Następnie brał udział w walce o most Czajama. Pod koniec września na tej samej linii kolejowej działał kolejny improwizowany pociąg pancerny utworzony przez Brytyjczyków. Dowódcą był weteran I wojny światowej, który utracił na niej rękę, komandor podporucznik Edward Hilton Young. Pociąg operował do października 1919, kiedy ewakuowały się z Archangielska brytyjskie wojska interwencyjne.
Na początku 1919 alianccy interwenci mieli ogółem 4 lub 5 pociągów opancerzonych lub pancernych. Jednym z nich był brytyjski pociąg pancerny z mieszaną załogą złożoną z Brytyjczyków i Rosjan. W okręgu murmańskim działały co najmniej 2 pociągi, z których jeden w marcu tego roku działał w rejonie stacji kolejowej Urosoziero. Uczestniczył też w walkach z wojskami bolszewickimi na jesieni 1919. Pod koniec marca dwa pozostałe pociągi operowały w rejonie stacji kolejowej Obozierskij.
Z kolei jesienią 1918 dwa improwizowane pociągi pancerne (Nr 1 i Nr 2) na linii kolejowej do Wołogdy zbudowali Polacy. Ich załogi liczyły po około 50 żołnierzy. Wkrótce jednak ewakuowały się one do Francji, zaś oba pociągi obsadzili „biali”.